# Quế quan
Quế hay quế quan, quế Tích Lan (danh pháp khoa học: Cinnamomum verum, đồng nghĩa: C. zeylanicum) là một loài thực vật thuộc họ Nguyệt quế. Đôi khi nó được sử dụng làm một loại gia vị. Nó rất thơm, ngọt và cay. Người ta thường thêm quế vào các sản phẩm ngọt nướng đút lò (như quế cuộn) hay các loại rượu. Vỏ của cây được dùng làm gia vị. Cần phân biệt quế quan với quế thanh.

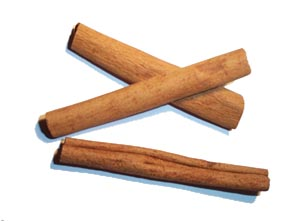
Quế quan

Quế được sử dụng để làm rượu mùi, vang đỏ, trong thời Trung cổ. Nó còn được sử dụng bởi các ngành công nghiệp dược phẩm. Tại Ấn Độ, quế thường được sử dụng trong pha trà nhằm tạo hương vị dưới dạng những miếng nhỏ thêm trực tiếp hoặc ở dạng bột thêm trong lúc chuẩn bị trà. Nó được gọi là "Daal-Cheeni" trong tiếng Hin-đi.
Cây được trồng khắp thế giới, nhưng có chất lượng tốt nhất khi được sản xuất ở Sri Lanka. Hương vị của quế là do tinh dầu thơm chứa trong cây. Tinh dầu quế được sản xuất bằng cách đập vỏ, ngâm trong nước biển và sau đó chưng cất toàn bộ. Dầu có màu vàng, với mùi đặc trưng của quế và một hương thơm rất mạnh.

## Lịch sử
Quế được biết đến từ thời cổ đại, và nó đã được sử dụng bởi những người Ai Cập cổ đại trong quá trình ướp xác. Kinh Thánh, Herodotus và các nhà văn cổ điển khác cũng có đề cập đến nó.
Hương quế tổng hợp nhân tạo đầu tiên đã được tiến hành vào năm 1856 bởi Luigi Chiozza.

## Thông tin dinh dưỡng
10 gram (khoảng 2,1 muỗng cà phê) của quế có lượng dinh dưỡng như sau theo USDA 
- Năng lượng: 103,4 kJ (24,7 kcal)
- Chất béo: 0,12 g
- Carbohydrates: 8,06 g (trong đó chất xơ: 5,31 g, Đường: 0,2 g)
- Đạm: 0,4 g

## Hình ảnh

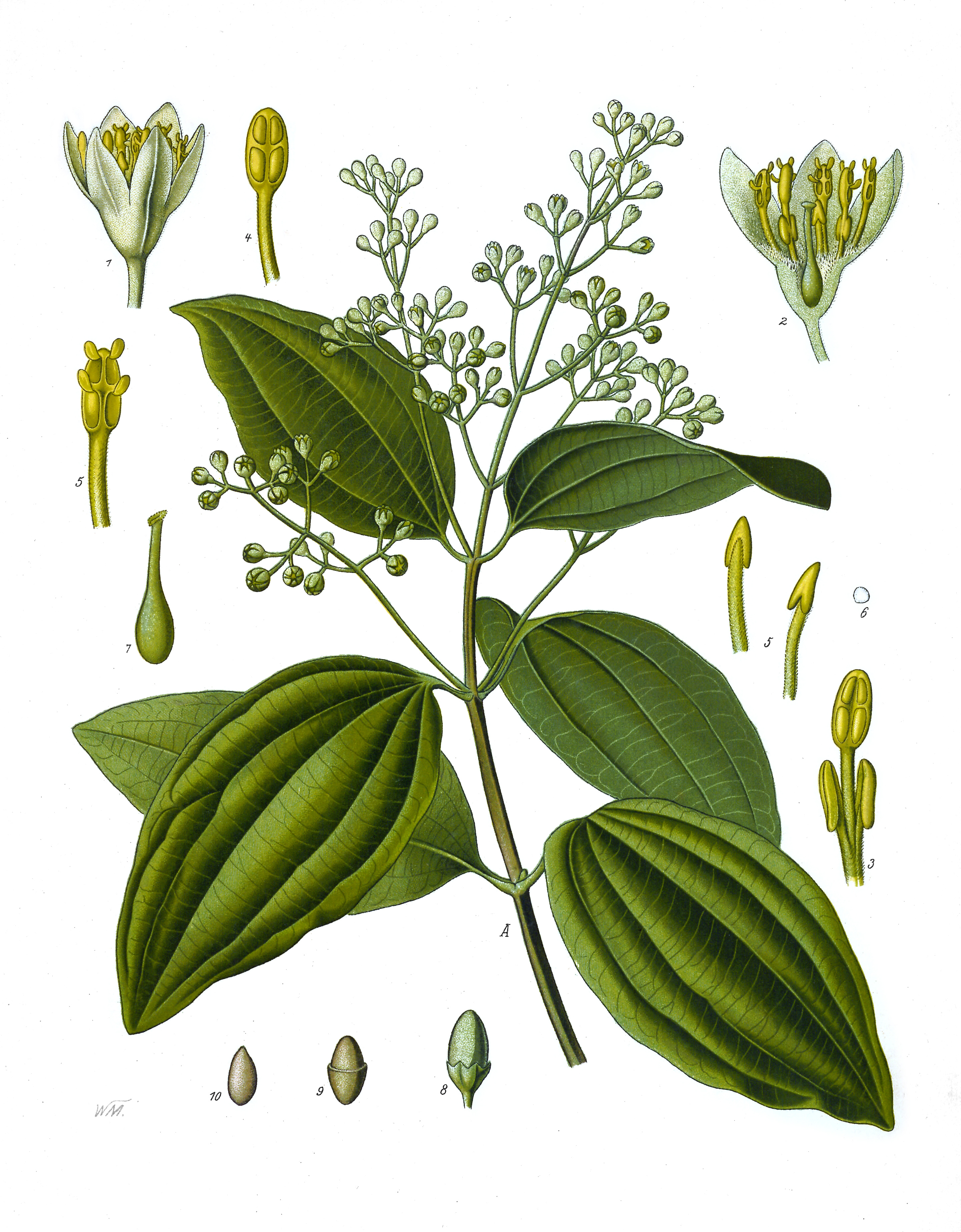
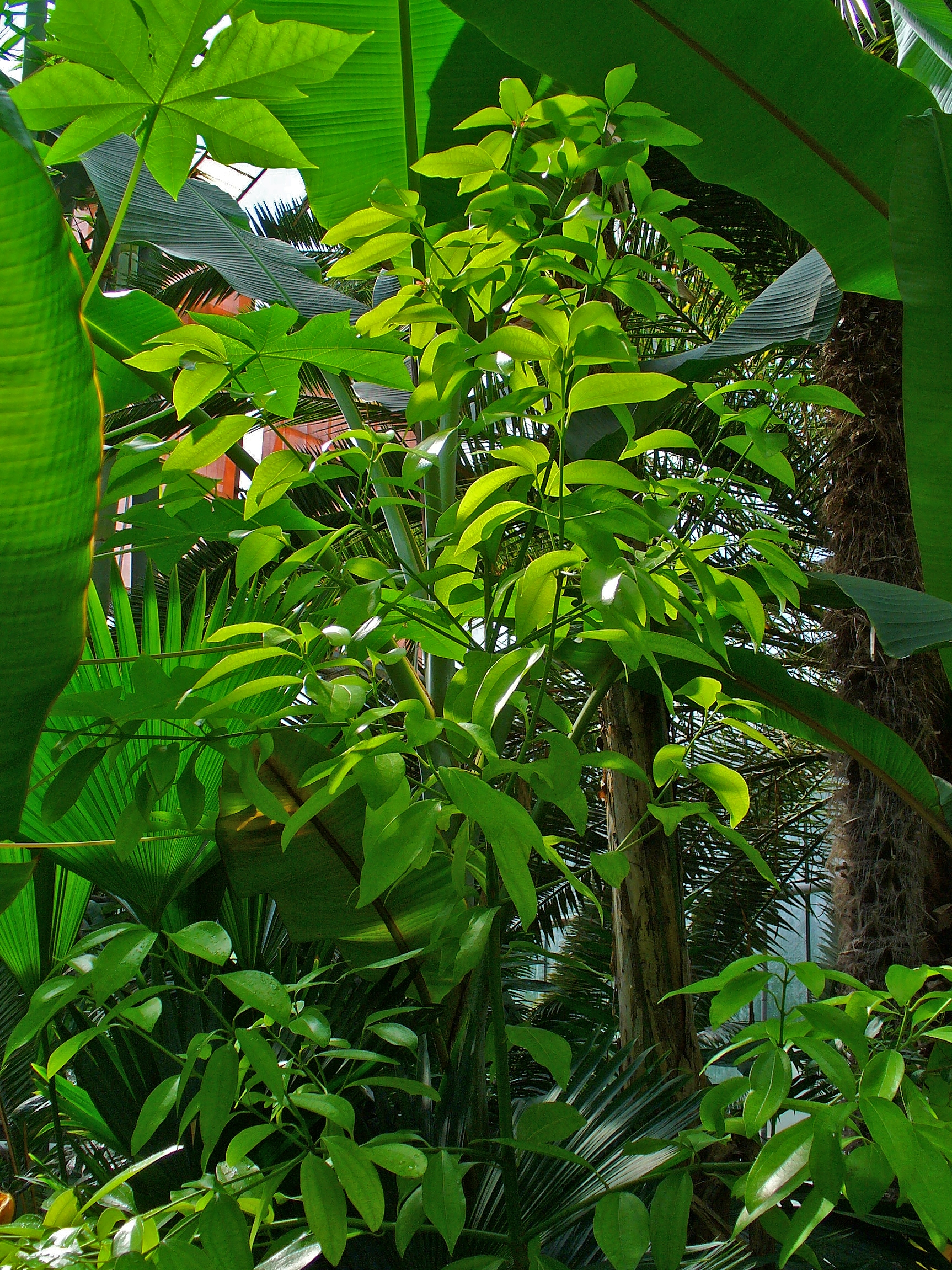
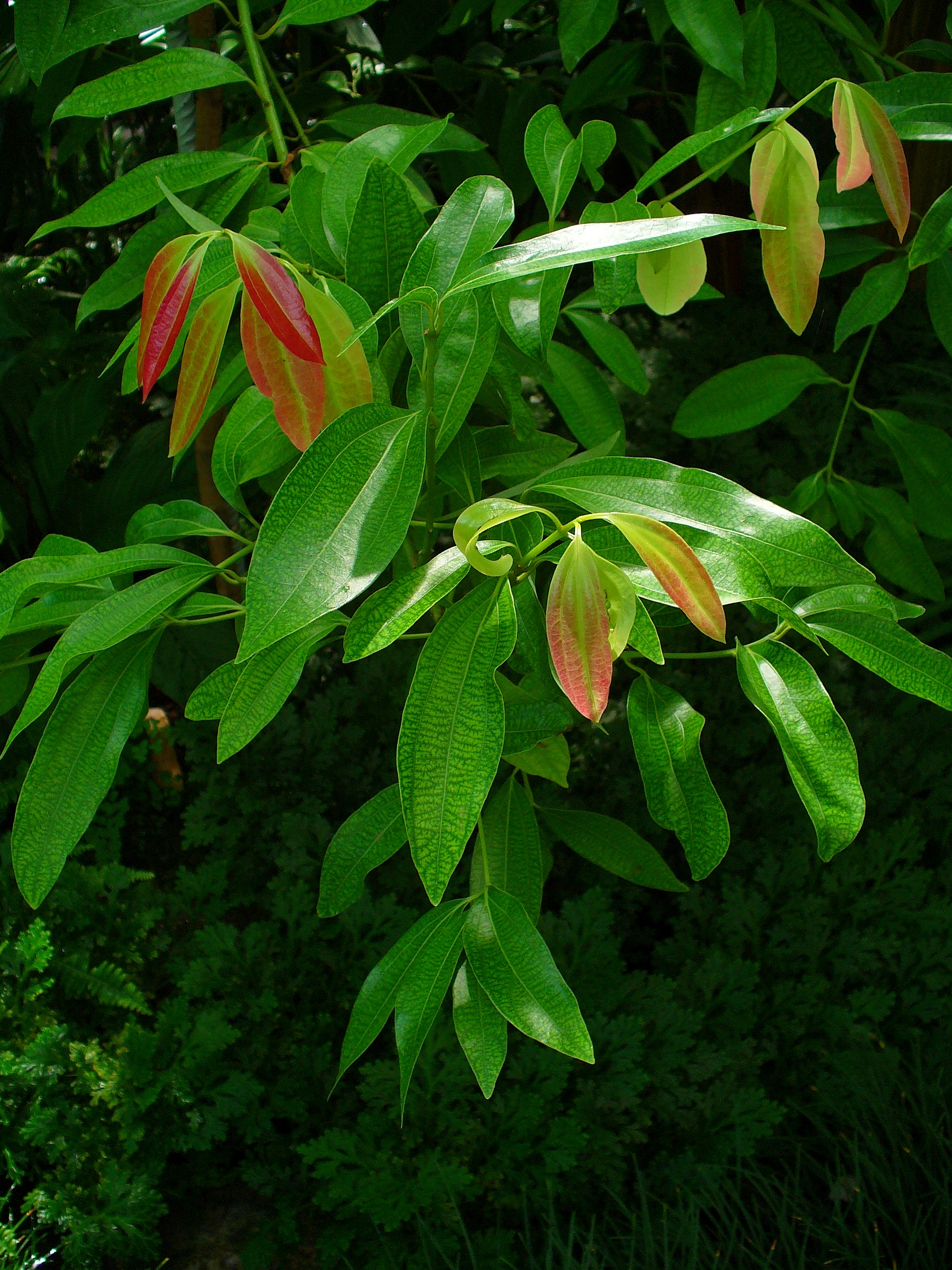